# سهره‌های چهچهه‌زن
سهره‌های چهچهه‌زن (نام علمی: Poospiza) نام یک سرده از تیره زردپره‌ایان است.

## فهرست گونه‌ها
- سهره چهچهه‌زن سینه‌کهر، Poospiza thoracica
- سهره چهچهه‌زن بولیوی، Poospiza boliviana
- سهره چهچهه‌زن دم‌ساده، Poospiza alticola
- سهره چهچهه‌زن پهلوحنایی، Poospiza hypocondria
- سهره چهچهه‌زن دارچینی، Poospiza ornata
- سهره چهچهه‌زن ابروزنگاری، Poospiza erythrophrys
- سهره چهچهه‌زن سیاه‌حنایی، Poospiza nigrorufa
- سهره چهچهه‌زن گلوزرد کدر، Poospiza lateralis
- سهره چهچهه‌زن گلوخاکستری، Poospiza cabanisi
- سهره چهچهه‌زن سینه‌حنایی، Poospiza rubecula
- سهره چهچهه‌زن سینه‌بلوطی، Poospiza caesar
- سهره چهچهه‌زن طوقی، Poospiza hispaniolensis
- سهره چهچهه‌زن حلقه‌دار، Poospiza torquata
- سهره چهچهه‌زن کلاه‌سیاه، Poospiza melanoleuca
- سهره چهچهه‌زن خاکسترگون، Poospiza cinerea